# Atriplex truncata
Atriplex truncata là loài thực vật có hoa thuộc họ Dền. Loài này được (Torr.) A.Gray mô tả khoa học đầu tiên năm 1873.